# Headland (Alabama)
Headland – miasto w Stanach Zjednoczonych, w stanie Alabama, w hrabstwie Henry. W roku 2023 miasto zamieszkiwały 5333 osoby, a gęstość zaludnienia wynosiła 128,5 osoby/km².